# Svetlana Grozdova
Svetlana Grozdova (Rostov del Don, Rusia, 29 de enero de 1959) es una gimnasta artística rusa que, compitiendo con la Unión Soviética, consiguió ser campeona olímpica en 1976 en el concurso por equipos.

## 1976
En los JJ. OO. de Montreal (Canadá) ganó el oro en el concurso por equipos, por delante de Rumania y Alemania del Este, siendo sus compañeras de equipo: Maria Filatova, Nellie Kim, Olga Korbut, Elvira Saadi y Ludmila Tourischeva.